# Station El Pozo
Station El Pozo is een station van de Cercanías Madrid. Het is gelegen in de Madrileense wijk Entrevías en het district Puente de Vallecas
Het station is gelegen tussen de Avenida de Entervías en Calle Puerto de Balbarán.
Het ligt in de tariefzone A.
Het station kwam in het nieuws toen er twee bommen in een dubbeldekkertrein op het station ontploften. (zie verder terroristische aanslagen in Madrid van 11 maart 2004).